# Association continentale
 (janvier 2021).
Si vous disposez d'ouvrages ou d'articles de référence ou si vous connaissez des sites web de qualité traitant du thème abordé ici, merci de compléter l'article en donnant les références utiles à sa vérifiabilité et en les liant à la section « Notes et références ».
 (janvier 2021).
L'Association continentale (en anglais Continental Association), souvent connue simplement sous le nom d'« Association », était un système créé par le Premier Congrès continental en 1774 pour mettre en œuvre une mise à l'index commerciale avec la Grande-Bretagne. Le Congrès espérait que, en imposant des sanctions économiques, ils feraient pression sur la Grande-Bretagne pour qu'elle réponde aux griefs des colonies, en particulier en abrogeant les lois intolérables adoptés par le Parlement britannique. L'Association visait à modifier la politique britannique envers les colonies sans rompre l'allégeance.
La mise à l'index a commencé le 1er décembre 1774. L'Association a assez bien réussi tant qu'elle a duré. Le commerce avec la Grande-Bretagne a fortement chuté et les Britanniques ont répondu avec le New England Restraining Act de 1775. Le déclenchement de la guerre d'indépendance des États-Unis a en pratique remplacé la nécessité de mettre à l'index les produits britanniques.